# Caravan Palace
Caravan Palace è un gruppo musicale francese formatosi nel 2008.
Il loro omonimo debutto, che ha avuto particolarmente successo in Francia arrivando all'undicesimo posto degli album più venduti e rimanendo in classifica per 55 settimane, è uscito nell'ottobre 2008 con l'etichetta Wagram Music e ha ottenuto riscontri positivi in termini di vendite a livello internazionale e venne pubblicato, oltre che in Francia, anche in Belgio e Svizzera.
Gruppo di genere electro swing, i Caravan Palace ispirano alla musica di Django Reinhardt, Daft Punk, Billie Holiday, Vitalic, e Cab Calloway.

## Storia del gruppo
In principio, quelli che sarebbero poi stati il nucleo iniziale della band, erano tre giovani uniti semplicemente da una passione comune per la musica swing-jazz. Ognuno abile nel suonare uno strumento differente, Hugues Payen nel violino, Arnaud Vial| con la chitarra e Charles Delaporte con il contrabbasso, hanno la possibilità di mettersi alla prova, quando gli viene richiesto, da una produzione televisiva, di creare una "colonna sonora" per un film pornografico muto degli anni '20. Nonostante la singolarità dell'incarico il risultato piace. L'idea di mescolare sonorità più moderne proprie della musica electro o house alla musica jazz manouche viene accolta positivamente. Ciò li stimola a intraprendere seriamente un progetto musicale.
Nei primi due anni di vita il gruppo registra numerosi pezzi e crea ancora piccole colonne sonore (come avviene per uno spot della adidas, trasmesso però a livello locale) ma, nonostante l'idea inizialmente fosse appunto quella di concentrarsi verso una produzione realizzata esclusivamente in studio, i tre giovani musicisti ebbero presto l'occasione di esibirsi in pubblico. Fu in questo momento che, per venire incontro alle loro nuove esigenze, il gruppo decise di creare una pagina sul noto sito MySpace. In questo modo ebbe la possibilità di accrescere notevolmente la propria popolarità e inoltre conobbe i nuovi membri della band: Chapi (clarinetto), Antoine Toustou (trombone e sintetizzatore) e Colotis Zoé (voce). A questo punto la band è al completo, la loro musica ha talmente successo che si ebiscono in numerosi festival della Francia, ancor prima di aver pubblicato il loro album, uscito infine nel 2008. Il disco in questione, che prende appunto il nome del gruppo, ha avuto un ottimo successo arrivando addirittura all undicesimo posto degli album più venduti in Francia nella prima settimana di agosto del 2009, ed è stato pubblicato in seguito anche in edizione limitata in formato vinile.

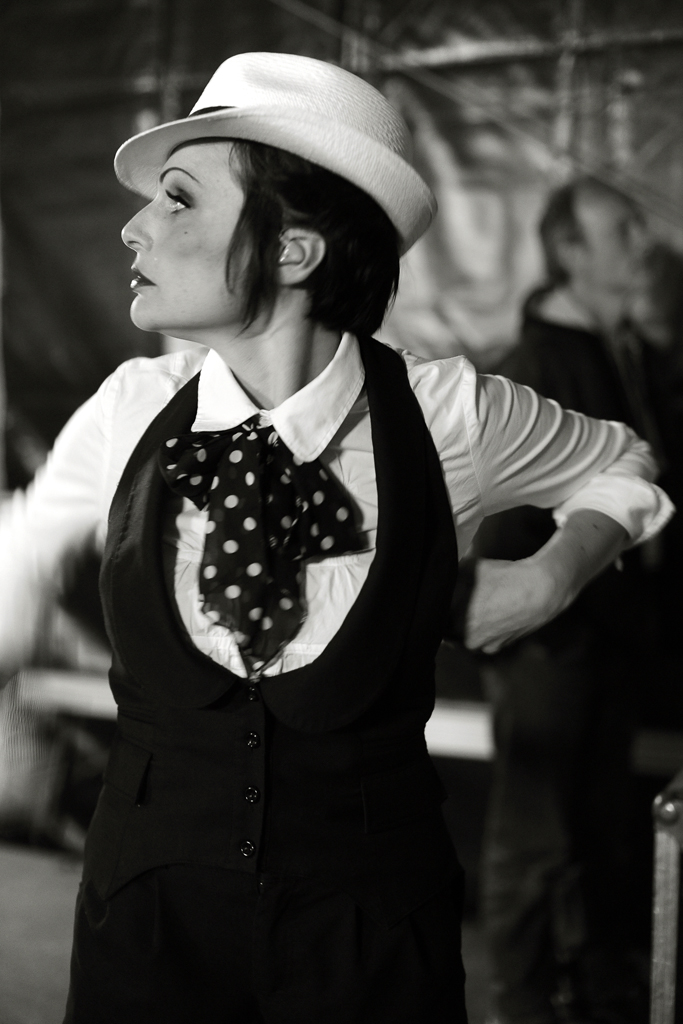
Zoé Colotis nel 2012

Il 3 ottobre 2011 hanno pubblicato il singolo Clash, con due nuove canzoni e quattro remix. Il 5 maggio 2012 esce il loro nuovo album studio Panic, composto da quattordici brani, tra cui i due titoli del precedente singolo.
Il secondo album Panic uscì nel 2012. Ad esso seguì nel 2013 Robot Face (reso graficamente <|°_°|>) che contiene Lone Digger, una delle loro canzoni più note.
Nel 2015 sono comparsi nei programmi televisivi Later... with Jools Holland e in The Jonathan Ross Show. Nella notte di capodanno 2016/2017 hanno eseguito una cover di Black Betty e la loro Lone Digger.
I loro due ultimi album Chronologic e Gangbusters Melody Club sono usciti rispettivamente nel 2019 e nel 2024.

## Formazione
- Charles Delaporte (Carlos) - contrabbasso, sintetizzatore
- Arnaud Vial - chitarra
- Hugues Payen - violino
- Sonia Fernandez Velasco alias Zoé Colotis - voce
- Antoine Toustou - trombone, sintetizzatore
- Camille Chapellière o Chapi - clarinetto
- Paul-Marie Barbier - vibrafono, spazzole
- Victor Raimondeau - sassofono

## Discografia

### Album Studio
- 2008 - Caravan Palace
- 2012 - Panic
- 2015 - Robot Face
- 2019 - Chronologic
- 2024 - Gangbusters Melody Club

### Singoli
- 2008 - Jolie coquine
- 2009 - Suzy
- 2011 - Clash
- 2015 - Comics
- 2015 - Lone Digger
- 2019 - Miracle
- 2023 - MAD
- 2023 - Reverse
- 2024 - Mirrors
- 2024 - Fool